# Рашка (река)
Вижте пояснителната страница за други значения на Рашка.
Рашка е река в Сърбия дълга 36 км, ляв приток на Ибър. Водосборният басейн на реката е 1193 кв. км.
Извира непосредствено южно от манастира Сопочани и средновековната крепост Стари Рас. Непосредствено на запад от извора на реката начева Пещерското плато.
Реката приема Себечевска река като десен приток, след което и Людска река като десен, преди да влезе в Нови пазар, където в нея се влива като десен приток Йошаница.
Рашка протича през Новопазарското поле, минавайки през Нови пазар, след което при село Постене приема последния си ляв приток – Дежевска река. Течението ѝ надолу следва рядко населен район с името Стражище.
При град Рашка реката се влива в Ибър.